# The Possession of Hannah Grace
The Possession of Hannah Grace is een Amerikaanse horrorfilm uit 2018, geregisseerd door Diederik van Rooijen. In sommige landen werd de film uitgebracht onder de alternatieve titel Cadaver.

## Verhaal
Voormalig politieagent Megan Reed verloor haar baan na een arrestatie die fout afliep. In een afkickkliniek in een ziekenhuis in Boston accepteerde ze een positie als toelatingsofficier in het mortuarium van de faciliteit. Op een nacht ontvangt ze het lichaam van Hannah Grace, een jonge vrouw die drie maanden eerder overleed na een aantal mislukte exorcismen. Maar de demonische geest die haar lichaam in bezit nam is niet verdwenen en brengt haar ertoe verschillende moorden te plegen die Megan's zenuwen op de proef zullen stellen.

## Rolverdeling
| Acteur               | Personage    |
| -------------------- | ------------ |
| Shay Mitchell        | Megan Reed   |
| Grey Damon           | Andrew Kurtz |
| Kirby Johnson        | Hannah Grace |
| Nick Thune           | Randy        |
| Louis Herthum        | Grainger     |
| Stana Katic          | Lisa Roberts |
| Maximillian McNamara | Dave         |
| Jacob Ming-Trent     | Ernie Gainor |

## Ontvangst
De film ontving op Rotten Tomatoes 19% goede reviews, gebaseerd op 54 beoordelingen. Op Metacritic werd de film beoordeeld met een metacrore van 37/100, gebaseerd op 10 critici. In De Telegraaf bij de filmrecensie werd de film ontvangen met drie sterren.

## Prijzen en nominaties
| Jaar | Prijs                | Categorie              | Genomineerde(n)                        | Uitslag     |
| ---- | -------------------- | ---------------------- | -------------------------------------- | ----------- |
| 2019 | Golden Trailer Award | Gouden vlies           | Screen Gems & The Refinery             | Genomineerd |
| 2019 | Golden Trailer Award | Gouden vlies tv spot   | Screen Gems & Heart Sleeve Productions | Genomineerd |
| 2019 | Golden Trailer Award | Beste radio/audio spot | Beste radio/audio spot                 | Genomineerd |